# Orientilla remota
Orientilla remota (лат.) — вид ос-немок рода Orientilla из подсемейства Dasylabrinae.

## Распространение
Южная Азия: Шри-Ланка.

## Описание
От близких видов отличаются следующими признаками (описаны по самкам и самцам ♂♀): скапус усика красноватый, голова, грудь и брюшко чёрные; тергит Т3 с бледной войлочной полосой. Мезоплеврон латерально сильно выступающий и образует большой шип. Метасомальный сегмент 1 петиолевидный. Вид был впервые описан в 1897 году под названием Mutilla remota Cameron, 1897, а его валидный статус подтверждён в ходе ревизии, проведённой в 2023 году японским энтомологом Juriya Okayasu (Университет Хоккайдо, Саппоро, Япония).